# SRGB

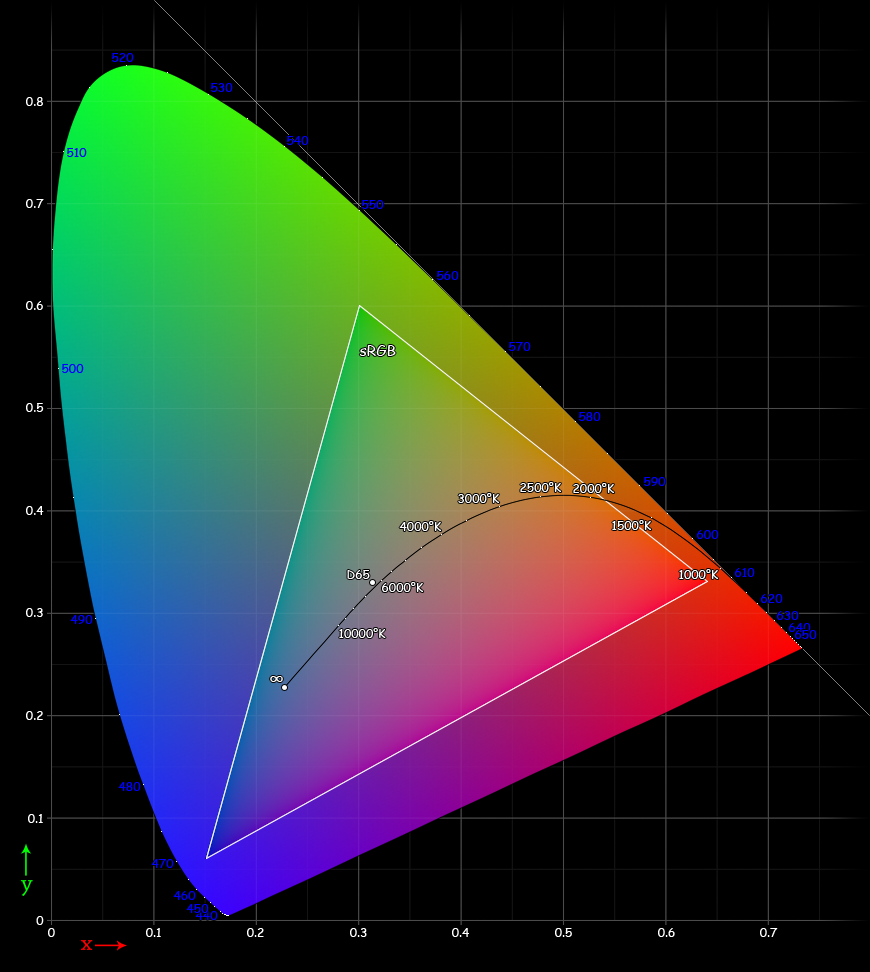
CIE 1931 xy 색도 다이어그램이 sRGB 색 공간의 색역과 원색의 위치를 보여주고 있다.

sRGB는 1996년에 미국의 컴퓨터 기업인 마이크로소프트와 HP가 협력하여 만든 모니터 및 프린터 표준 RGB 색 공간이다. IEC에 의해 IEC 61966-2-1:1999로 최종 표준화되었다. 색 공간 정보가 없는 이미지(특히 이미지 화소들이 색 채널 당 8비트 정수로 저장되는 경우)에 대한 기본 색 공간으로 종종 사용된다.

## sRGB 색역
| 색도 | 빨강   | 녹색   | 파랑   | 화이트 포인트 |
| ---- | ------ | ------ | ------ | ------------- |
| x    | 0.6400 | 0.3000 | 0.1500 | 0.3127        |
| y    | 0.3300 | 0.6000 | 0.0600 | 0.3290        |
| z    | 0.0300 | 0.1000 | 0.7900 | 0.3583        |